# 13414 Grantham
13414 Grantham eller 1999 UN25 är en asteroid i huvudbältet som upptäcktes den 29 oktober 1999 av Catalina Sky Survey projektet. Den är uppkallad efter astronomen James Grantham.
Asteroiden har en diameter på ungefär 4 kilometer och den tillhör asteroidgruppen Koronis.